# ベントスコープ
ベントスコープ（Benthoscope）とは戦後オーティス・バートンによって設計された深海用潜水装置である。バートンは、以前ウィリアム・ビービ（William Beebe）のバチスフェエア（潜水球）を作ったワトスン＝スティルマン社に、新しく設計した深海潜水用の乗り物を作らせた。ベントスコープの名はギリシア語の接頭辞"benthos"（→ベントス）から付けられた。

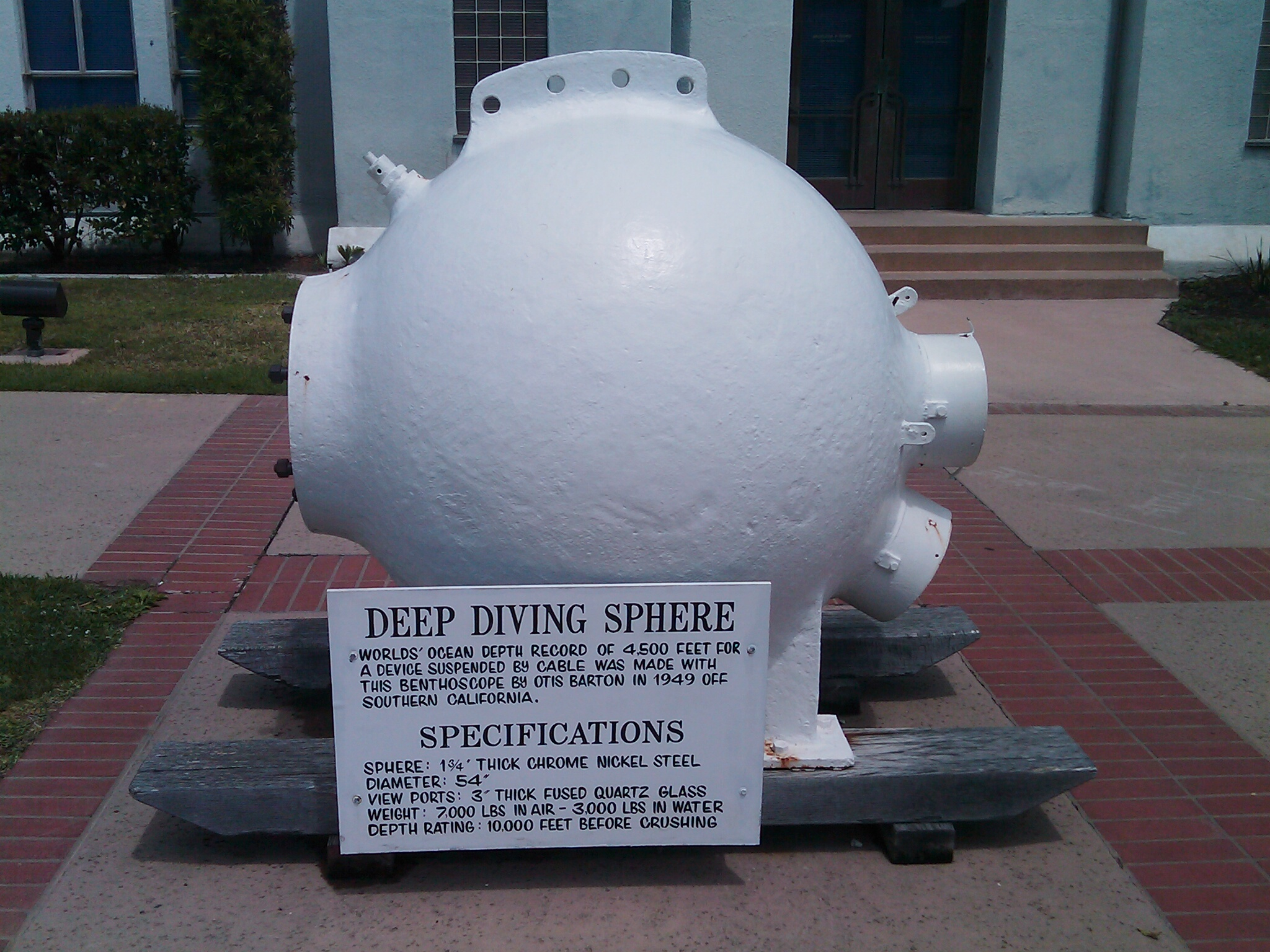
ベントスコープ

ベントスコープは、本質的にはバチスフェアと似ている。ただし、より高い圧力に耐え得るように設計されており、深度の限界は一万フィート（三千m）である。内径は4.5フィート（1.4m）で、外壁の厚みは1.75インチ（4.45cm）である。重量は7米トン（6350kg）であり、潜水球より1600ポンド（726kg）重くなっている。熔解石英の窓が二つ、一つは前上方、もう一つはその対角線位置に設置された。他の付属物はバチスフェアと同じで、酸素の供給はボンベからなされ、塩化カリウムが湿気の、ソーダ石灰が二酸化炭素の吸収に使われた。
1949年8月、バートンは単独で4500フィートという潜水深度を記録した。この記録は、吊下式の潜水装置による潜水としてはいまだに最深のものであり続けている。